# Aeroporto Internazionale di Laodicea
L'Aeroporto Internazionale di Laodicea (in arabo مطار اللاذقية الدولي‎?, Maṭār al-Lādhiqiyya al-Dawlī) è un aeroporto situato nella città di Laodicea, la principale città portuale della Siria. Situato a circa 23 km a sud della città, è una delle sedi della compagnia aerea Syrianair.

## Terminal
Il terminal passeggeri è stato inaugurato nel 1983, mentre la torre di controllo è diventata operativa nel 1989. L'aeroporto si trova a un'altitudine di 48 metri sul livello del mare. Dispone di una sola pista, con un orientamento magnetico di 17/35, con superficie in asfalto e dimensioni di 2.797 m per 45 m.

## Uso militare
Adiacente agli edifici dell’aeroporto civile si trova la base aerea di Ḥmīmīm, operata dalle Forze armate della Federazione Russa.